# Lasówka bahamska
Lasówka bahamska (Setophaga flavescens) – gatunek małego ptaka z rodziny lasówek (Parulidae). Endemit Bahamów, zagrożony wyginięciem.

## Występowanie
Występuje endemicznie na Bahamach, na dwóch wyspach: Wielkie Abaco oraz Wielka Bahama. Zamieszkuje niemal wyłącznie lasy porośnięte przez sosnę karaibską (Pinus caribaea). Nie migruje.

## Systematyka
Jest to gatunek monotypowy. Dawniej lasówka bahamska była uznawana za podgatunek lasówki szarogrzbietej (Setophaga dominica).

## Charakterystyka

### Morfologia
Ma żółty brzuch oraz szyję. Wokół oczu występują charakterystyczne białe plamy. Górna część ciała jest zazwyczaj szara z odcieniami brązu. Ma też jeden biały pas na skrzydłach. Samice są podobne do samców, ale ich ubarwienie jest bardziej matowe.
Długość ciała 13–14 cm; masa ciała około 10 g.

### Dieta
Najczęściej szuka pożywienia w koronach sosen, na gałęziach i pniach, odwiedza także kwiaty. Żywi się głównie owadami i innymi bezkręgowcami.

## Status
W Czerwonej księdze gatunków zagrożonych IUCN lasówka bahamska od 2020 roku jest klasyfikowana jako gatunek zagrożony wyginięciem (EN, Endangered); wcześniej, od 2012 roku uznawano ją za gatunek bliski zagrożenia (NT, Near Threatened). Według danych z 2020 roku, jej populacja liczy od 500 do 1200 dorosłych osobników, a jej trend oceniany jest jako spadkowy ze względu na utratę i degradację siedlisk.